# Schubert Ferenc
Schubert M. Ferenc (Budapest, 1878–) magyar nemzetközi labdarúgó-játékvezető.

## Pályafutása

### Nemzeti játékvezetés
Játékvezetésből 1904-ben Budapesten a Bíró Bizottság előtt vizsgázott. Az MLSZ által üzemeltetett labdarúgó bajnokságokban kezdte sportszolgálatát. A Magyar Labdarúgó-szövetség Bíró Bizottságának (BT) minősítésével 1906-tól NB I-es, III. fokú bíró. Küldési gyakorlat szerint rendszeres partbírói szolgálatot is végzett. 1908–1914 között a legjobb mérkőzésvezetők közé tartozott. A nemzeti játékvezetéstől 1919-ben visszavonult. NB I-es mérkőzéseinek száma: 47.
| Időpont           | Helyszín                      | Mérkőzés típusa          | Mérkőzés      | Eredmény | Nézők száma |
| ----------------- | ----------------------------- | ------------------------ | ------------- | -------- | ----------- |
| 1906.október 14.  | Margitszigeti pálya, Budapest | első NB I-es mérkőzése   | MAC–BAK       | 2 – 0    | Zárt kapuk  |
| 1919. október 19. | Üllői úti Stadion, Budapest   | utolsó NB I-es mérkőzése | MAFC–Törekvés | 1 – 0    | 7000        |

#### Nemzeti kupamérkőzések
Vezetett kupadöntők száma: 1.

##### Magyar labdarúgókupa
| Időpont          | Helyszín                    | Mérkőzés típusa | Mérkőzés | Eredmény | Nézők száma |
| ---------------- | --------------------------- | --------------- | -------- | -------- | ----------- |
| 1912. október 2. | Üllői úti Stadion, Budapest | döntő           | MTK–MAC  | 1 – 0    | 15 000      |

### Nemzetközi játékvezetés
A Magyar Labdarúgó-szövetség BT terjesztette fel nemzetközi játékvezetőnek, a Nemzetközi Labdarúgó-szövetség (FIFA) 1909-től tartotta-tartja nyilván bírói keretében. Több nemzetek közötti válogatott és klubmérkőzést vezetett vagy partbíróként tevékenykedett. A nemzetközi játékvezetéstől 1915-ben búcsúzott. Válogatott mérkőzéseinek száma: 2.

#### A magyar labdarúgó-válogatott mérkőzései (1902–1929)
| Időpont        | Helyszín                          | Mérkőzés típusa         | Mérkőzés              | Eredmény | Nézők száma |
| -------------- | --------------------------------- | ----------------------- | --------------------- | -------- | ----------- |
| 1915. május 2. | Hungária körúti Stadion, Budapest | 54. válogatott mérkőzés | Magyarország–Ausztria | 2 – 5    | 16 000      |

## Sportvezetőként
Az első világháború kitörésének évében, 1914-ben a Bíró Bizottság tagja. A mozgósítás első napján már bevonultatták, de sportpolitikai okok miatt végül felmentették a katonai szolgálat alól.

## Szakmai sikerek
25 éves játékvezető szolgálatának elismeréseként a Magyar Futballbírák Testülete (BT) aranyjelvénnyel és arany oklevéllel ismerte el felkészültségét.

## Külső hivatkozások
- Schubert Ferenc. World Referee. [2016. március 4-i dátummal az eredetiből archiválva]. (Hozzáférés: 2015. december 31.)
- Schubert Ferenc. footballzz.com. (Hozzáférés: 2015. december 31.)
- Schubert Ferenc. footballdatabase.eu. (Hozzáférés: 2015. december 31.)
- Schubert Ferenc. eu-football.info. (Hozzáférés: 2015. december 31.)
- Schubert Ferenc. .iffhs.de. (Hozzáférés: 2015. december 31.)
- Schubert Ferenc. tempofradi.hu. [2013. október 30-i dátummal az eredetiből archiválva]. (Hozzáférés: 2015. december 31.)
- Schubert Ferenc. magyarfutball.h. (Hozzáférés: 2015. december 31.)
- Schubert Ferenc. nela.hu. (Hozzáférés: 2015. december 31.)

| Elődje: Havas Lajos | Bíró Bizottság elnöke | Utódja: Havas Lajos |